# Te Araroa
Te Araroa (Den långa stigen) är en vandringsled i Nya Zeeland som går cirka 3 000 kilometer längs landets två huvudöar från Cape Reinga till Bluff. Vandringsleden består av gamla stigar och gångvägar, nya stigar samt anslutande sektioner längs vägarna. Att vandra hela leden tar vanligtvis mellan tre och sex månader. Vandringsleden har ökat i popularitet under de senaste åren.